# بیوس دی‌آرک (میزوری)
بیوس دی‌آرک، میزوری (انگلیسی: Bois D'Arc, Missouri)یک محدوده ثبت نشده در شهرستان گرین، میزوری است که در ایالات متحده آمریکا واقع شده‌است و تقریباً در فاصله ۱۳ مایلی شمال غرب شهرستان اسپرینگفیلد، میزوری قرار دارد و اداره پست آن از سال ۱۸۶۸ دائر است.